# Ленгмюр, Ирвинг
Ирвинг Ленгмюр (англ. Irving Langmuir; 31 января 1881, Нью-Йорк — 16 августа 1957, Вудс-Хол, Массачусетс) — американский химик, лауреат Нобелевской премии по химии в 1932 году «за открытия и исследования в области химии поверхностных явлений».
Член Национальной академии наук США (1918), иностранный член Лондонского королевского общества (1935).

## Биография
Родился 31 января 1881 года в Нью-Йорке, в Бруклине. Был третьим из четырёх сыновей в семье Чарльза Ленгмюра и Сэйди Камингс. Отец, шотландец по происхождению, работал страховым агентом. Ленгмюр посещал школы в Париже, Нью-Йорке и Филадельфии, а затем поступил в Институт Пратта в Бруклине, который окончил в 1899 году.
Став студентом Колумбийского университета, он записался и в Горный институт, так как он полагал, что «знаний по физике там давали больше, чем на химическом отделении, по математике — больше, чем на физическом, а я хотел изучить все три эти дисциплины».
В 1903 году получил диплом инженера-металлурга и уехал в Германию, где продолжил своё обучение в Гёттингенском университете под руководством В. Нернста (Нобелевская премия, 1920). Занимаясь исследовательской работой в Гёттингене, он сосредоточил внимание на диссоциации газов при соприкосновении с раскалённой платиновой проволокой — теме, связанной с его будущими исследованиями электрического освещения. В 1906 году Гёттингенским университетом ему была присуждена докторская степень. Являясь учеником В. Нернста, Ленгмюр принадлежит к великой физико-химической школе, основателями которой были Нобелевские лауреаты Я. Вант-Гофф, С. Аррениус, В. Оствальд.
Вернувшись в Америку, он в течение трёх лет работал преподавателем химии в Стивенсовском технологическом институте в Хобокене (штат Нью-Джерси).
Летом 1909 года перешёл в научно-исследовательскую лабораторию компании «Дженерал электрик» в Скенектади (штат Нью-Йорк). Руководство «Дженерал электрик» решило, что компания должна внести свой вклад в развитие научных знаний. Свобода и широкие возможности, которые предоставлялись лаборатории для проведения научных исследований, открыли Ленгмюру весь спектр тех проблем, которые он потом решал на протяжении последующей деятельности.
Через три года он оспорил общепринятое представление, что совершенная лампочка получается благодаря безукоризненному вакууму. Он доказал, что заполненная аргоном лампа светит сильнее и ярче, чем вакуумированная. Простота и эффективность новой электрической лампы обеспечивала экономию огромного количества энергии и принесла большую прибыль компании.
Интересуясь вакуумом, Ленгмюр изобрёл в 1916 году ртутный высоковакуумный насос. Этот насос был в 100 раз более мощным, чем любой из ранее существовавших, и с его помощью удалось создать низкое давление, необходимое для изготовления вакуумных электронных ламп, которые применяются в радиотехнике.

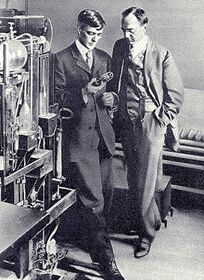
Ирвинг Ленгмюр и Уиллис Уитни

Изучая свойства нити в электрической лампочке, он в 1916 году обнаружил, что вольфрамовая нить проявляет лучшие качества, если её покрыть слоем оксида тория толщиной всего в одну молекулу. Он подверг анализу узкую пластинку вольфрама, покрытую оксидом тория, чтобы установить её способность испускать электроны. Это исследование побудило его обратиться к изучению поверхностных явлений — молекулярной активности, которая наблюдается в тонких покрытиях или на поверхностях. Он изучал адсорбцию и поверхностное натяжение, а также поведение тонких покрытий жидких и твёрдых тел.
Основываясь на имеющихся достижениях в области теории строения атома, Ленгмюр описал химическое поведение поверхностей как поведение отдельных атомов и молекул, которые, подобно фигурам на шахматной доске, занимают отдельные клетки — участки поверхности. Это привело его к выводу уравнения изотермы адсорбции, известного как уравнение Ленгмюра (см. Адсорбция).
Развивая представления о строении мономолекулярных адсорбционных слоев на поверхности жидкостей, он показал, что разрежённые монослои обладают свойствами двумерного газа, а в насыщенных монослоях молекулы ориентированы в зависимости от полярности их концевых групп, что в ряде случаев позволяет установить их строение, форму и размеры.
Он установил также, что в явлении адсорбции принимают участие кулоновские, дипольные межмолекулярные и валентные силы, вандерваальсовы силы притяжения и силы отталкивания, вызываемые непроницаемостью заполненных электронных оболочек.
Во время Первой мировой войны Ленгмюр разрабатывал способы обнаружения подводных лодок.
После войны он внёс вклад в развитие учения об атоме, описав химическую валентность (способность атомов образовывать химические связи) как зависящую от заполнения электронами электронной «оболочки», которая окружает атомное ядро.
В 1923 году приступил к исследованию свойств электрических разрядов в газах. Он ввёл термин «плазма» для ионизированного газа, который образовывался, когда в ходе экспериментов применялись чрезвычайно мощные переменные токи. Он также разработал теорию электронной температуры и способ измерения электронной температуры и ионной плотности с помощью специального электрода, называемого теперь зондом Ленгмюра.
В 1925 г. Ирвинг Ленгмюр изобрел атомно-водородную сварку , обнаружил парадокс Ленгмюра, касающийся распределению электронов по скоростям при газовом разряде.
В 1929 году Ленгмюр и Тонкс открыли волны электронной плотности в плазме, известные теперь как волны Ленгмюра.
В 1930-х годах совместно с ученицей Кэтрин Блоджетт разработал метод формирования моно- и мультимолекулярных плёнок. В настоящий время данная технология, названная методом Ленгмюра-Блоджетт, активно используется в производстве современных электронных приборов.
В 1932 году Ленгмюру была присуждена Нобелевская премия по химии «за открытия и исследования в области химии поверхностных явлений».
В год получения премии он был назначен директором лаборатории компании «Дженерал электрик». Все 37 лет работы в фирме вёл рабочий дневник, который составил 54 тома объёмом 330 страниц каждый.
Начиная с 1938 года и до выхода в отставку, Ленгмюр посвятил себя изучению природы, особенно атмосферы. Во время Второй мировой войны Ленгмюр участвовал в создании аппаратуры, обеспечивающей дымовую завесу. Работал он и над созданием методов предотвращения обледенения самолётов. После войны Ленгмюр изучал проблемы контроля погоды и рассеивания облаков с помощью твёрдой углекислоты и йодида серебра.
Его часто приглашали выступать в качестве популяризатора научных знаний, и он охотно делился своими взглядами на взаимоотношение науки и общества. Его любимая тема была: «Свобода, которая характерна для демократии и необходима для научных открытий».
Летом 1945 года участвовал по приглашению в праздновании юбилея Академии наук СССР. О своих впечатлениях от поездки в Россию Ленгмюр рассказал в «The scientific monthly» статьёй «Science and incentives in Russia».
Увлекался походами в горы, морскими путешествиями, авиацией, любил классическую музыку.
Умер 16 августа 1957 года в Вудс-Хол, Массачусетс.
Курт Воннегут называл Ленгмюра, с которым работал брат писателя Бернард, прототипом своего персонажа из романа «Колыбель для кошки» — доктора Феликса Хониккера, изобретателя вещества под названием «лёд-девять».

## Память
В 1970 году Международный астрономический союз присвоил имя Ирвинга Ленгмюра кратеру на обратной стороне Луны.
С 1985 года издаётся рецензируемый научный журнал поверхностных явлений Ленгмюр, названый так в честь Ленгмюра.
Имя Ленгмюра носит единица измерения экспозиции газа на поверхность тела при сверхвысоком вакууме.